# دارشکنک طوق‌اخرایی
دارشکنک طوق‌اخرایی (نام علمی: Picumnus temminckii) نام یک گونه از سرده دارشکنک‌ها است.